# Tonga-Escolar
Der Tonga-Escolar (Tongaichthys robustus) ist ein erst 1983 entdeckter und beschriebener Fisch aus der Familie der Schlangenmakrelen (Gempylidae). Er kommt, soviel wir bisher wissen, nur in einem sehr begrenzten Meeresgebiet vor und ist auch dadurch auffällig, dass er in seinen Körperproportionen einer geschlechtsreif werdenden Jugendform ähnelt – früher hätte man das als Neotenie einordnen können. Er ist aber, wie etwa die Flossenformel zeigt, keineswegs eine neotene Form einer bekannten Gattung. Wie der gewöhnliche Escolar und recht abweichend von anderen Gattungen der Familie Gempylidae nähert sich dieser Fisch der Makrelen- und Tunfisch- („Torpedo-“)Form (man bezeichnet ihn genau als semifusiform: fusus „Spindel“). Auch diese Gattung ist monotypisch.

## Merkmale
Der Körper ist wenig zusammengedrückt (kompress), der Kopf nimmt knapp unter 1/3 der Gesamtlänge (von ca. 30 cm) ein – Maul und Augen sind daher groß, die Schnauze recht stumpf. Der Oberkiefer ist vorne mit (kleinen) Fangzähnen (1–3) besetzt, sonst (wie der  Unterkiefer) mit einer Reihe kleinerer, flacher Hundszähne (im Oberkiefer ca. 40, im Unterkiefer weniger dicht, ca. 10, aber größer, besonders in der Mitte der Reihe), der Vomer mit ca. 13, das Palatinum mit ca. 30 kleinen Zähnen. Die Spinen der Kiemenreuse sind komplex (fein bezahnt). Die Pseudobranchie ist gut entwickelt.
Flossenformel: D1 XV–XVI (zarte Stacheln, nicht sehr hoch), D2 I/14–17, A I (zart)/14–16; beide gefolgt von 5 bis 6 Flösseln. P (kurz, niedrig eingelenkt) I (zart)/16–18, V I/5 (kurz). Schwanzwurzel mit undeutlichem Kiel beiderseits.
Die Seitenlinie verläuft vom oberen Ende der Kiemendeckelspalte bogig zur C.- Schuppen der „Wange“ vergrößert. 33 Wirbel (davon 18 präcaudal, d. h. im Rumpf, an der Leibeshöhle).- Rücken dunkelbraun, sonst teilweise heller, teilweise (z. B. vorderer Teil der D1) schwarz. Die Nahrung dürfte (gemäß Bezahnung) in kleineren Fischen (u. a.) bestehen – es gibt noch keine Angaben.

## Vorkommen
38 Individuen wurden über dem Tonga-Rücken gefangen, einige bei Fidschi und eines am Flinders-Riff (vor Queensland), in ca. 300 m Tiefe, offenbar meso- bis bathypelagisch lebend (wahrscheinlich gesellig).

## Weblink
- Tonga-Escolar auf Fishbase.org (englisch)